# Mesoleptus laevigatus
Mesoleptus laevigatus là một loài tò vò trong họ Ichneumonidae.